# Ilia Kandelaki
Ilia Kandelaki, gruz. ილია კანდელაკი (ur. 26 grudnia 1981 w Tbilisi) – gruziński piłkarz występujący na pozycji obrońcy. Obecnie występuje w Interze Baku. W przeszłości występował w Dinamie Tbilisi, Czornomorcu Odessa, Carl Zeiss Jena oraz Sturmie Graz. W 2004 roku zadebiutował w reprezentacji Gruzji. Dotychczas wystąpił w niej 14-krotnie.